# AP3S2
AP3S2 (англ. Adaptor related protein complex 3 sigma 2 subunit) – білок, який кодується однойменним геном, розташованим у людей на короткому плечі 15-ї хромосоми. Довжина поліпептидного ланцюга білка становить 193 амінокислот, а молекулярна маса — 22 017.
| 10         |  | 20         |  | 30         |  | 40         |  | 50         |
| ---------- |  | ---------- |  | ---------- |  | ---------- |  | ---------- |
| MIQAILVFNN |  | HGKPRLVRFY |  | QRFPEEIQQQ |  | IVRETFHLVL |  | KRDDNICNFL |
| EGGSLIGGSD |  | YKLIYRHYAT |  | LYFVFCVDSS |  | ESELGILDLI |  | QVFVETLDKC |
| FENVCELDLI |  | FHMDKVHYIL |  | QEVVMGGMVL |  | ETNMNEIVAQ |  | IEAQNRLEKS |
| EGGLSAAPAR |  | AVSAVKNINL |  | PEIPRNINIG |  | DLNIKVPNLS |  | QFV        |

A: Аланін

C: Цистеїн

D: Аспарагінова кислота

E: Глутамінова кислота

F: Фенілаланін

G: Гліцин

H: Гістидин

I: Ізолейцин

K: Лізин

L: Лейцин

M: Метіонін

N: Аспарагін

P: Пролін

Q: Глутамін

R: Аргінін

S: Серин

T: Треонін

V: Валін

Задіяний у таких біологічних процесах, як транспорт, транспорт білків, альтернативний сплайсинг. 
Локалізований у мембрані, цитоплазматичних везикулах, апараті гольджі.